# 暖泉镇 (中阳县)
暖泉镇，是中华人民共和国山西省吕梁市中阳县下辖的一个乡镇级行政单位。2021年5月28日，撤销车鸣峪乡，整建制并入暖泉镇。

## 行政区划
暖泉镇下辖以下地区：
乾村、桥上村、高崖头村、暧泉村、上垣村、韩家庄村、雷家庄村、宣化庄村、王家庄村、岳家山村、沙塘村、庙沟村、兰家庄村、港村和青楼村。